# يوغور
اليغور ((بالصينية: 裕固族; البينيين: Yùgù Zú))، أو اليغور الصُفْر, كما يعرفون وفق التقاليد، هم إحدى قوميات الصين، بلغ عددهم وفق تعداد عام 2000 حوالي 13719 نسمة. يعيش اليغور في الأساس في مقاطعة سونان يغور ذاتية الحكم والواقعة في قانسو في الصين ويدينون بالبوذية التبتية.